# Andrij Bondar

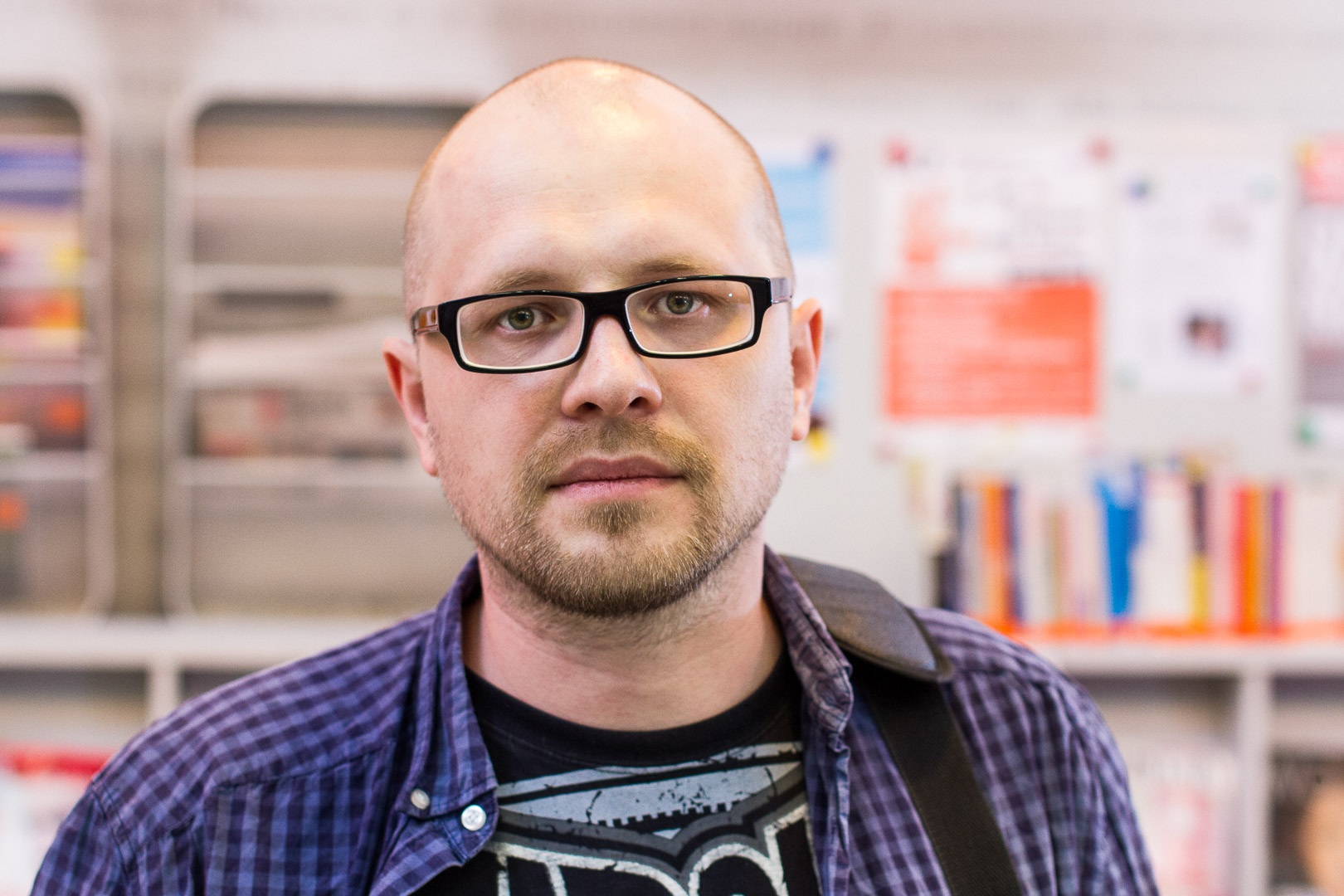
Andrij Bondar, 2015

Andrij Wolodymyrowytsch Bondar  (ukrainisch Андрі́й Володими́рович Бондар; wiss. Transliteration Andrij Volodymyrovyč Bondar; * 14. August 1974 in Kamjanez-Podilskyj, Oblast Chmelnyzkyj) ist ein ukrainischer Schriftsteller, Dichter, Publizist, Blogger und Übersetzer. Seit 1998 ist er Mitglied der Vereinigung ukrainischer Schriftsteller (Assoziazija ukraïns'kych pysmennykiv – AUP).

## Leben
Nach Beendigung der Schule studierte Bondar 1991–1994 am damaligen Pädagogischen Institut in Kamjanez-Podilskyj Philologie. Im Anschluss daran vertiefte er seine Studien bis 2001 an der Kiewer Nationale Universität Kiew-Mohyla-Akademie.
1998–2000 Leitender Redaktor der Zeitschrift „Literatura plus“ der Vereinigung ukrainischer Schriftsteller. 2001–2002 Stellvertretender Redakteur der Zeitschrift „Jewa“. 2001–2007 Redakteur des Literaturteils der Wochenzeitung „Dserkalo tyschnja“ sowie der „Hazeta po-ukrajinskyj“, wo er im Jahre 2006 auch als Kolumnist schrieb.
Er ist mit der Schriftstellerin Sofija Andruchowytsch verheiratet.
Seit Beginn im November 2013 war er auf dem Kiewer Euromaidan, über den er ebenso wie über die gegenwärtige politische und gesellschaftliche Situation der Ukraine bis jetzt intensiv in seinen geistreichen, oft bissig-ironischen Facebook-Blogs schreibt. Bondar zählt gegenwärtig zu den populärsten ukrainischen Bloggern seiner jüngeren Schriftsteller-Generation.

### Auszeichnungen und Stipendien
Nach seiner Auszeichnung durch den Verlag Smoloskyp im Jahre 1997 wurde Bondar durch Stipendien in Polen (Gaude polonia in Warschau und homines urbani in Krakau) und durch Teilnahme an europäischen Literaturfestivals gefördert.
Am 17. Dezember 2021 erhielt Bondar für seinen Essay-Band „Leckereien für Medora“ den Jurij-Schewelow-Preis.

## Werke

### Poesie
- Vesinnja jeres’ („Frühlingsheresie“); Весіння єресь (1998)
- Istyna i med („Wahrheit und Honig“); Істина і мед (2001)
- MASKUL'T; gemeinsam mit Serhij Schadan und Jurij Andruchowytsch, (2003)
- Prymityvni formy vlasnosti („Primitive Formen des Besitzes“); Примітивні форми власності (2004)
- 100 tysjač sliv pro lubov, vključajučy vyhyky („100 Worte über die Liebe, Geschrei inbegriffen“); 100 тисяч слів про любов, включаючи вигуки, gemeinsam mit zahlreichen anderen ukrainischen Autoren (2008)
- Metamorfozy: 10 ukraïns’kych poetiv ostannich 10 rokiv („Metamorphosen. 10 ukrainische Autoren der letzten 10 Jahre“); Метаморфози: 10 українських поетів останніх 10 років (2011)
- Pisni pisni. Zbirka nyzkoï poeziï ta prymitivnoï liryky. (2014)

### Prosa
- Knyha opovidan'. 13 rizdvjanych istorij („Buch der Geschichten. 13 Weihnachtsgeschichten“); Книга оповідань. 13 різдвяних історій (2014)
- A tym, ščo v grobach. (2016)
- Cerebro (Церебро). (2018)
- Ласощі для Медора („Leckereien für Medora“). (2020)

### Aufsatzsammlungen
- Avtors’ka kolonka („Autorenkolumne“); Авторська колонка, mit mehreren anderen, (2007)
- Morkvjanyj lid („Karotten-Eis“); Морквяний лід (2012)

### Herausgeber
- Počatky. Antolohija molodoï ukraïns’koï poeziï („Anfänge. Anthologie junger ukrainischer Poesie“); антологія молодої української поезії «Початки» (1998)
- Protyznačennja. Bilingvistyčna antolohija ukraïns’koï poeziï („Gegenwerte. Zweisprachige Anthologie ukrainischer Poesie“); білінгвістична антологія української поезії «Протизначення», mit Tetjana Donij (2001)

### Wissenschaftliche Veröffentlichungen
- „Proty poetiv“ Vitol’da Gombrovyča jak romantyzm pislja modernizmu (Gegen die Dichter des Witold Gombrowicz als Romantik nach der Moderne), in: Naukovi zapysky NaUKMA Filolohia 17 (1999) 92-94.
- Poema M. Bažana „Slipci“ jak tekst-vyklyk: sproba teoretyčnoho modeljuvannja (Das Gedicht M. Baschans „Blinde“ als Text und Appell: Versuch einer theoretischen Modellierung), in: Sučasnist’ 12 (1998) 70-87.
- „Stadija lamannja“ M. Ryl’s’koho (1929–1934): sproba dyskursyvnoho analizu (Stadium des Zusammenbruch von. M. Rylksij (1929–1934). Versuch einer Diskus-Analyse), in: Naukovi zapysky NaUKMA Filolohia 4 (1998) 606-63.
- (mit K. Botanov) Novitnja ukrains’ka poezija: henerazija iks, abo otrujennja holosom nevidomoho (Die neueste ukrainische Poesie: Generation X oder Vergiftung durch eine unbekannte Stimme), in: Dyvoslovo 2 (1998) 2-5.

## Übersetzungen
Bondar hat seit 2002 über ein Dutzend Werke, vor allem Romane und literatur- und gesellschaftswissenschaftliche Darstellungen aus dem Polnischen übersetzt, siehe die ukrainische Wikipedia-Version. Im Sommer 2015 erschien seine Übersetzung von Peter Pomerantsevs Darstellung "Nothing Is True and Everything Is Possible: The Surreal Heart of the New Russia".